# Suite pour orchestre (Eisler)
 
La Suite pour orchestre n° 1  opus 23 est une suite orchestrale en trois parties d'Hanns Eisler composée en 1930-1931

## Structure
1. Praelüdium in form einer passacaglia (prélude en forme de passacaille)
2. Intermezzo
3. Potpourri über russische volkslieder (potpourri sur des chants folkloriques russes)
4. Allegro energico

- Durée d'exécution : quinze minutes

## Instrumentation
Deux flûtes (le 1er jouant du piccolo), un hautbois, deux clarinettes, un basson, un saxophone alto (et aussi 3e clarinette), un saxophone ténor (et aussi 4e clarinette), deux trompettes, un trombone, un tuba, timbales, xylophone, banjo, piano, cordes.

## Autres suites pour orchestre d'Eisler
- Suite pour orchestre n° 2 op. 24 (1931)
- Suite pour orchestre n° 3 op. 26 (1931/32)
- Suite pour orchestre n° 4 op. 30 (1932)
- Suite pour orchestre n° 5 op. 34 (1933)
- Suite pour orchestre n° 6 op. 40 (1933/34)
- Suite pour Septett N° 1 op. 92 (1940)
- Berliner-Suite (1949)
- Puntila-Suite (1955)
- Sturm-Suite für Orchester (1957)
- Winterschlacht-Suite (1954-1959)

## Source
- Universal édition